# レディオサイエンス
レディオサイエンス（Radio Science）は、日本の男性デュオ。
洋楽に日本語詞を乗せて歌う。神奈川県のストリートライブを中心に活動し、2009年12月16日にデビューした。
「車で良く聴くラジオは、音楽との出会いの場であり、映像のない音そのものの力。そのような音楽の力が化学（科学）反応のように広がって欲しい」と言う思いがグループ名の由来になっている。

## メンバー
- 宮田涼一（みやた りょういち）- ボーカル＆ギター。
  - 神奈川県出身。
  - 1985年8月22日生まれ。Ａ型。
  - 4人兄弟の長男。（妹、弟2人が居る）
  - 実家は幼稚園を経営している。
  - 中学時代からホーム溝の口にてストリートライブを始める。
  - ストリートライブでは、「24 -TWENTY FOUR-」ジャック・バウアーのものまねや、「The World of GOLDEN EGGS」のまねをよくしていた。
  - ジブリシリーズが大好きで、この種の話を始めると止まらなくなる。特に「天空の城ラピュタ」が大好き。
  - 高校時代の友人とバンドを組んで活動したり、シンガーソングライターとしてソロ活動をしていた過去がある。そのソロ活動をしていた時に祝迫健太郎と出会う。
  - 令和２年度より、新作やはた幼稚園副園長に就任。

- 祝迫健太郎（いわいさこ けんたろう） - キーボード＆コーラス。
  - 兵庫県出身。
  - 1988年6月30日生まれ。Ｂ型。
  - 3人兄弟の長男。（姉2人が居る）
  - 絶対音感を持っている。
  - 専門学校に在籍している時から、サポートミュージシャンとして活動していた。その時に宮田涼一と出会う。宮田涼一に出会う前には、「SMAP×SMAP」（SMAP＆MONKEY MAJIKのコーナー）に出演した経験がある。
  - 冬はコタツでビール（おつまみはチーザ）を飲みながら「銀魂」を読むことが至福のひとときになっている。

## 来歴
- 2007年
  - 10月、ライブハウスにてライブを行う。この時は、祝迫健太郎はサポートメンバーとして参加していた。
  - 11月、宮田涼一と、祝迫健太郎が「LULLA KITE」を結成。ストリートライブをメインに活動をスタートする。

- 2008年
  - 1月、新宿RUIDO K4にて、結成後、初めてライブハウスでのライブを行う。
  - 2月から、田園都市線溝の口駅前、渋谷代々木公園にてストリートライブをスタート。
  - 9月、横浜リザードにてメルマガ会員招待ライブを行う。
  - 11月、「レディオサイエンス」へ改名。
  - 12月3日、「雨音はショパンの調べ」を配信スタート。10日、インディーズシングルを発売。

- 2009年
  - ストリートライブは、川崎、横浜、桜木町等活動の場所を広げていく。
  - 7月、発売から約半年で1,000枚を完売。初版は1,000枚しか生産していなかった為、さらに1,000枚再生産された。
  - 7月から約3ヵ月間、越谷レイクタウンにてインストアライブを行う。最終日の11月1日には、メジャーデビュー決定記念イベントを行う。
  - 12月、「新天地～Shin-Ten-Chi～」と称した、新たなる地を10ヶ所回るストリートツアー（吉祥寺、相模大野、立川、池袋、上野、錦糸町、新宿、町田、蒲田、溝の口）を行う。立川のみ雨天の為中止になった。
  - 12月16日、ビクターエンタテインメントよりミニアルバム「レディオサイエンスVol.1」にてデビュー。

- 2010年
  - 4月、テレビ東京系音楽番組「歌の楽園」（毎週日曜日17:30~18:00）にレギュラー出演決定。
  - 11月23日、Mt.RAINIER HALL SHIBUYA PLEASURE PLEASUREにて初のワンマンライブを行う。同日、2枚目のシングル「Waiting for Silence」を発売。

## ライブ

### デビュー前
- ラ チッタデッラ 噴水ライブ（神奈川県）： 日時：2009年2月1日（日）第1部　14:00~　第2部　15:30~
- 交通安全フェア - 飛鳥ドライビングカレッジ川崎（神奈川県）： 日時：2009年9月6日（日）第1部　11:30~　第2部　13:30~
- 第41回東京モーターショー2009、TOKYO FMイベント - 幕張メッセ　第41回東京モーターショー2009会場内　TOKYO FM サテライトスタジオブース（千葉県）： 日時：2009年10月31日（土）第1部　14:00~　第2部　16:00~
- レディサイエンス　レイクタウンライブシリーズ スペシャル - 越谷レイクタウン Kaze1F 翼の広場（埼玉県）： 日時：2009年11月1日（日）第1部　14:00~　第2部　16:00~

メジャーデビュー決定記念として、レイクタウンライブシリーズのスペシャルバージョン。
- NiTTOH MALL カジュアルコート（埼玉県）： 日時：2009年12月13日（日）　第1部　13:00~　第2部　15:00~

### デビュー後

#### 2009年
12月
- ＣＤデビュー記念イベントライブ 溝口 - 溝口 ノクティプラザ 2F店頭（神奈川県）： 日時：2009年12月16日（水）　第1部　14:00~　第2部　16:00~
- レディオサイエンス～ちょっと早いChristmas Live～ - ラ チッタデッラ 中央広場（神奈川県）： 日時：2009年12月20日（日）第1部　14:00~　第2部　15:30~
- イオンモール高崎（群馬県）： 日 時：2009年12月23日（水）第1部　13:00~　第2部　15:00~
- イオンモール羽生（埼玉県）： 日 時：2009年12月24日（木）第1部　15:00~　第2部　17:00~
- イオンモール大和（神奈川県）： 日 時：2009年12月25日（金）第1部　13:00~　第2部　15:00~
- イオンモール水戸内原 1Ｆ メインコート（茨城県）： 日 時：2009年12月29日（火）第1部　14:00~　第2部　16:00~

#### 2010年
1月
- イオン富谷ショッピングセンター 中央催事場（宮城県）： 日 時：2010年1月9日（土）第1部　14:00~　第2部　16:00~
- イオンモール高岡（富山県）： 日 時：2010年1月11日（月）第1部　14:00~　第2部　16:00~
- イオンモール浜松志都呂 1F セントラルコート（静岡県）： 日 時：2010年1月16日（土）第1部　13:00~　第2部　15:00~
- イオンモール新居浜（愛媛県）： 日 時：2010年1月24日（日）第1部　13:00~　第2部　15:00~
- イオンモール鈴鹿ベルシティ（三重県）： 日 時：2010年1月30日（土）第1部　14:00~　第2部　16:00~
- イオンモール草津（滋賀県）： 日 時：2010年1月31日（日）第1部　14:00~　第2部　16:00~

2月
- イオンモール神戸北（兵庫県）： 日 時：2010年2月6日（土）第1部　13:00~　第2部　15:00~
- イオンモール高知（高知県）： 日 時：2010年2月7日（日）第1部　14:00~　第2部　16:00~
- イオンモールつがる柏（青森県）： 日 時：2010年2月11日（木・祝）第1部　14:00~　第2部　16:00~
- 三井アウトレットパーク 多摩南大沢 メインステージ（東京都）： 日 時：2010年2月13日（土）第1部　14:00~　第2部　16:00~　第3部17:00~　悪天候のため中止
- イオンモールむさし村山ミュー（東京都）： 日 時：2010年2月14日（日）第1部　13:00~　第2部　15:00~
- イオンモール太田（群馬県）： 日 時：2010年2月20日（土）第1部　14:00~　第2部　16:00~
- ストリートライブ　桜木町駅前広場（神奈川県）： 日時：2010年2月28日（日）19:00~

3月
- イオンモール千葉ニュータウン（千葉県）： 日 時：2010年3月6日（土）第1部　14:00~　第2部　16:00~
- ストリートライブ　溝の口駅前（神奈川県）： 日時：2010年3月7日（日）19:00~　悪天候のため中止
- イオンモール筑紫野（福岡県）： 日 時：2010年3月14日（日）第1部　14:00~　第2部　16:00~
- イオンモール富津（千葉県）： 日 時：2010年3月20日（土）第1部　13:00~　第2部　15:00~
- ならファミリー（奈良県）： 日 時：2010年3月21日（日）第1部　14:00~　第2部　16:00~
- ラゾーナ川崎プラザ ルーファ広場 グランドステージ（神奈川県）： 日 時：2010年3月22日（月・祝）第1部14:00~　第2部16:00~
- イオンモール三光（大分県）： 日 時：2010年3月27日（土）第1部　13:00~　第2部　15:00~

4月
- イオンモール京都ハナ（京都府）： 日 時：2010年4月3日（土）第1部　13:00~　第2部　15:00~
- CBCラジオ GREEN LIVE - 中部国際空港セントレアイベントプラザ（愛知県）： 日 時：2010年4月10日（土）13:00~ スタート
- イオンモール福岡ルクル（福岡県）： 日 時：2010年4月17日（土）・18日（日）（2DAYS）第1部　14:00~　第2部　16:00~
- イオンモール堺北花田プラウ（大阪府）： 日 時：2010年4月24日（土）第1部　13:00~　第2部　15:00~

5月
- ドイツ村ライブ 赤城高原牧場クローネンベルク（群馬県）： 日 時：2010年5月2日（日）第1部　12:00~　第2部　14:15~
- 栄ミナミ音楽祭'10（愛知県）： 日 時：2010年5月8日（土）

ラシックパサージュ：12:40~13:10、松坂屋南館オルガン広場：13:40~14:10、大津通パルコ西館前：15:30~15:55
- SPACE SHOWER TV THE DINER　ランチライブ（東京都渋谷区）： 日 時：2010年5月16日（日）第1部　13:00~　第2部　14:30~
- けやきウォーク前橋 けやきコート 1F（群馬県）： 日 時：2010年5月26日（水）第1部　13:00~　第2部　15:00~
- イオンモール川口キャラ（埼玉県）： 日 時：2010年5月29日（土）第1部　14:00~　第2部　16:00~

6月
- レイクタウン スペシャルライブ Vol.1 - 越谷レイクタウン Kaze1F 翼の広場（埼玉県）： 日 時：2010年6月5日（土）第1部　13:00~　第2部　15:00~
- SPACE SHOWER TV THE DINER　ランチライブ（東京都渋谷区）： 日 時：2010年6月19日（土）第1部　13:00~　第2部　14:30~

7月
- コスモ アースコンシャス アクト クリーン･キャンペーン in 藤塚浜（新潟県新発田市藤塚浜）： 日 時：2010年7月3日（土）9:00~14:00
- ピオニウォーク東松山（埼玉県）： 日 時：2010年7月4日（日）第1部　13:00~　第2部　15:00~
- レイクタウン スペシャルライブ Vol.2（埼玉県）： 日 時：2010年7月10日（土）第1部　13:00~　第2部　14:30~
- テレビ埼玉公開録画ゲリラライブ Vol.9 - アリオ川口 1F センターコート（埼玉県）： 日 時：2010年7月11日（日）第1部　14:00~　第2部　16:00~
- チバテレビ音楽番組「ONGAX（オンガックス）」公開録画ライブ Vol.4 - イーアスつくば 1F センターコート（茨城県）： 日 時：2010年7月17日（土）第1部　14:00~　第2部　16:00~
- アスナル金山（愛知県）： 日 時：2010年7月19日（月・祝）17:30~

8月
- TREASURE05X with ZIP-FM ~PRECIOUS GENERATOR 1ST DAY~ - E.L.L & ell.FITS ALL & ell.SIZE（愛知県）： 日 時：2010年8月14日（土）Open16:00　Start16:45
- SPACE SHOWER TV THE DINER　ランチライブ（東京都渋谷区）： 日 時：2010年8月21日（土）第1部　13:00~　第2部　14:30~

10月
- トア山手「秋の音楽祭」 - トア山手　ザ・神戸タワー南側公園　野外ステージ（兵庫県）： 日 時：2010年10月10日（日）第1部　13:00~　第2部　16:00~
- ストリートライブ　溝の口駅前（神奈川県）： 日時：2010年10月31日（日）19:00~

11月
- ストリートライブ　新横浜駅北口周辺（神奈川県）： 日時：2010年11月5日（金）19:30~
- ストリートライブ　溝の口駅前（神奈川県）： 日時：2010年11月6日（土）・7日（日）・13日（土）・14日（日）
- 1st ワンマンライブ - Mt.RAINIER HALL SHIBUYA PLEASURE PLEASURE（東京都渋谷区）： 日 時：2010年11月23日（火・祝）昼公演　開場14:30~　開演15:00~　夜公演　開場18:00~　開演18:30~

12月
- デビュー1周年記念ライブ - ラ チッタデッラ 中央広場（神奈川県）： 日時：2010年12月5日（日）第1部　13:00~　第2部　15:30~

## 出演

### テレビ
- テレビ東京系音楽番組「歌の楽園」（毎週日曜日17:30-18:00）にレギュラー出演中。

### ラジオ
- レディオサイエンスのラジオサイエンス（FM山形、毎週金曜日15:10-15:20頃）2011年11月4日 - ※岩崎敬のラジオロイド内で放送
- ミュージック・パーティー（ニッポン放送、毎週月曜日-木曜日24:58-25:00）2012年1月 -

## 動画
- 「雨音はショパンの調べ」プロモーションビデオ

「雨音はショパンの調べ」プロモーションビデオがYouTube 「Victor channel」にアップされている。